# GET IT ON!
『GET IT ON!』（ゲット・イット・オン）は、2011年7月20日にT-Palette Recordsから発売された、Negiccoのミニ・アルバム。

## 解説
タワーレコードが設立したレーベル「T-Palette Records」参加第一弾作品。新録曲「GET IT ON!」を含む5曲を収録。「完全攻略」は後に「完全攻略 (Live Edit)」としてhy4_4yhとのスプリット・シングルに再収録された。
「第4回 CDショップ大賞」甲信越ブロック賞を受賞。

## 収録曲
1. GET IT ON!  –  (5:11)[1]
作詞・作曲：connie
2. ガッター! ガッター! ガッター!  –  (3:57)[1]
新潟総合テレビ「超耕21ガッター」エンディングテーマ
作詞・作曲：connie
3. 完全攻略  –  (3:48)[1]
作詞：SHINKO、作曲：正垣和則、編曲：atk
4. Disco!! The Negicco!  –  (3:44)[1]
作詞：秋谷銀四郎、作曲・編曲：上野圭一
5. Falling Stars  –  (4:33)[1]
「第1回 古町音楽祭」グランプリ受賞
作詞・作曲・編曲：connie